# Třeštice
Třeštice (německy Treschtitz) je obec v okrese Jihlava v Kraji Vysočina. Žije zde 162 obyvatel.

## Poloha a vybavenost obce
Nachází se v jižní části Českomoravské vrchoviny, devět kilometrů východně od vrcholu Javořice. Třešticí protéká Třešťský potok, který pramení u Malého pařezitého rybníka za obcí Řídelov. Obec se nachází mezi městy Třešť a Telč, téměř na polovině cesty mezi oběma městy, bližším městem je ale Třešť. Obec k němu náleží zdravotním obvodem, Policií ČR, děti dojíždějí do základní školy Josefa Hory, dospělí za prací, za nákupy nebo za vyřizováním věcí na úřadech. V obci není škola, hostinec, ani žádný obchod.

## Název
Název se vyvíjel od varianty Tržeschtitz (1678), Tržestitz (1718), Trssetitz (1720), Trziespitz (1751), Třeschtitz a Třesstice (1846), Třeschitz a Třeštice (1872), Třeštice (1881), Třeschtitz a Třeštice (1893, 1906) až k podobě Třeštice v roce 1924. Místní jméno je zdrobnělinou ke slovu třeští (trstí či třtiní). Pojmenování je rodu ženského, čísla jednotného, genitiv zní Třeštice.

## Historie
První písemná zmínka o obci pochází z roku 1385, šlo o majetek pánů z Hradce. V té době se také nazývala Střežovice. Do 18. století byla celá roubená, postavená do tvaru okrouhlice. V roce 1846 a 1886 obec postihly velké požáry, při nichž vyhořela polovina tehdejších domů. V roce 1887 proto společně se sousední obcí Doupě založili sbor dobrovolných hasičů. Mezi významné zakládající členy patřili tehdejší starosta Třeštice Matěj Lukšů a řídící učitel z obce Doupě František Šimek. V té době měl sbor 25 činných a 25 přispívajících členů. V roce 2012 měl sbor 44 členů.
V roce 2022 obec zvítězila v soutěži Vesnice Vysočiny 2022.

## Přírodní poměry
Nachází se 7,5 kilometru jihozápadně od Třeště a 7,5 kilometru severně od Telče. Geomorfologicky je oblast součástí Křižanovské vrchoviny a jejího podcelku Brtnická vrchovina, v jejíž rámci spadá pod geomorfologický okrsek Třešťská pahorkatina. Průměrná nadmořská výška činí 582 metrů. Nejvyšší bod, Hamr (651 m n. m.), leží na severovýchodní hranici katastru obce. Východním okrajem obce protéká Třešťský potok, do něhož se jižně od Třeštic zleva vlévá Roštejnský potok. Východně od obce protéká bezejmenný potok. Jižně od Třeštic na Třešťském potoce se rozkládá Třeštický rybník.
Na katastru obce rostou pět památných stromů. Skupina tří dubů letních stojí v zahradě u mlýna v Třeštici, všechny měří přes třicet metrů a jejich stáří bylo v roce 2009 odhadováno na 210 let.Za bývalým mlýnem v Třeštici roste 15metrová hrušeň planá, jejíž stáří bylo v roce 2009 odhadováno na 100 let. Na stejném místě se nachází i 30metrový javor mléč, jehož stáří se v roce 2009 odhadovalo na 200 let.

## Obyvatelstvo
Podle sčítání 1930 zde žilo v 47 domech 262 obyvatel. 262 obyvatel se hlásilo k československé národnosti. Žilo zde 262 římských katolíků.
| Rok            | 1869 | 1880 | 1890 | 1900 | 1910 | 1921 | 1930 | 1950 | 1961 | 1970 | 1980 | 1991 | 2001 | 2011 | 2021 |
| -------------- | ---- | ---- | ---- | ---- | ---- | ---- | ---- | ---- | ---- | ---- | ---- | ---- | ---- | ---- | ---- |
| Počet obyvatel | 282  | 285  | 296  | 260  | 292  | 297  | 262  | 164  | 163  | 150  | 126  | 112  | 114  | 112  | 156  |
| Počet domů     | 44   | 45   | 45   | 45   | 45   | 45   | 47   | 47   | 40   | 38   | 35   | 41   | 45   | 46   | 59   |

## Obecní správa a politika
Od 1. ledna 1986 do 31. prosince 1991 byla místní částí Třeště, od 1. ledna 1992 je opět samostatnou obcí.
Třeštice jsou členem mikroregionů Telčsko a Třešťsko a místní akční skupiny Mikroregionu Telčsko.
Obec má sedmičlenné zastupitelstvo, v jehož čele stojí od roku 2006 starosta Martin Kodys.
| Období    | Voliči | Účast v % | Mandáty | Starosta     |
| --------- | ------ | --------- | ------- | ------------ |
| 2002–2006 | 91     | 70,33     | 7       | Josef Kučera |
| 2006–2010 | 89     | 82,02     | 7       | Martin Kodys |
| 2010–2014 | 106    | 45,28     | 7       | Martin Kodys |
| 2014–2018 | 114    | 82,46     | 7       | Martin Kodys |

### Obecní symboly
Znak a vlajka byly obci uděleny rozhodnutím předsedy Poslanecké sněmovny Parlamentu České republiky dne 21. června 2018.

## Hospodářství a doprava
V obci sídlí firmy Zemědělské družstvo "Roštýn" a Třeštický mlýn s.r.o. Obcí prochází silnice III. třídy č. 11262 do obce Doupě. Dopravní obslužnost zajišťují dopravci ICOM transport, ČSAD Jindřichův Hradec, Radek Čech - Autobusová doprava a AZ BUS & TIR PRAHA. Autobusy jezdí ve směrech Praha, Jihlava, Třebíč, Telč, Slavonice, Jemnice, Moravské Budějovice, Znojmo, Dačice, Třešť, Mrákotín, Bítov, Studená, Jindřichův Hradec a Pelhřimov. Obcí prochází cyklistická trasa č. 5123 z obce Doupě do Sedlejova.

## Školství, kultura a sport
Děti dojíždějí do základní školy v Třešti. Sbor dobrovolných hasičů Třeštice byl založen v roce 1887.

## Pamětihodnosti
Uprostřed návsi ve tvaru okrouhlice stojí roubená zvonice z roku 1863, která je dominantou vesnice. Tato zvonice, zhotovená z tesaných trámů je zapsána v Ústředním seznamu kulturních památek. Kaple, postavená v roce 1939 je zasvěcená sv. Antonínu Paduánskému. Situována je v horní části obce. V roce 1994 byla provedena větší oprava této kaple. Dalšími památkami jsou roubený dům čp. 14 a boží muka.

## Zajímavosti
- V okolí obce se natáčely filmy Z pekla štěstí a Bathory.